# Costituzioni apostoliche

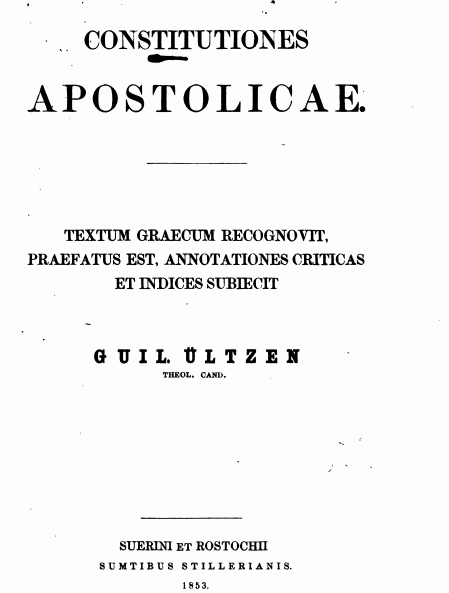
Frontespizio di un'edizione dell'opera (1853)

Le Costituzioni apostoliche (in latino Constitutiones Apostolorum; in greco antico: Διαταγαὶ τ˜ων ἂγίων ἀποστόλων διὰ Κλήμεντος?) sono una grande opera di argomento canonico-liturgico, datata fra il 375 ed il 380. Sono concepite come un manuale di orientamento per il clero e in qualche misura per i laici, che sarebbe stato dettato direttamente dai Dodici Apostoli.
Generalmente si ritiene che provenga dalla Siria, forse da Antiochia e nel testo si possono cogliere delle tracce di arianesimo. Recentemente alcuni studiosi hanno confermato che l'autore è lo stesso delle lettere pseudoepigrafe di Ignazio, e cioè il vescovo eunomiano del IV secolo  Giuliano di Cilicia.

## Contenuto
Le Costituzioni apostoliche comprendono otto trattati sulla disciplina, la dottrina e il culto paleocristiani; la loro struttura può essere così riassunta:
- i primi sei libri sono una libera riformulazione della Didascalia apostolorum e hanno per oggetto

1. il comportamento dei cristiani,
2. la gerarchia ecclesiastica,
3. le vedove,
4. gli orfani,
5. i martiri,
6. gli scismi;

- il 7º libro, dedicato alla morale e all'iniziazione cristiana, contiene

−   una rielaborazione ampliata della Didaché (capitoli da 1 a 32),
−   cinque preghiere di lode a Dio simili a quelle usate nelle sinagoghe (capitoli da 33 a 45),
−   una spiegazione di un rito di iniziazione al cristianesimo,
−   un'appendice contenente i nomi di alcuni vescovi ordinati dagli Apostoli e delle preghiere;
- l'8º libro è basato, tranne che nell'ultimo capitolo, sulla "Tradizione apostolica", molto ampliata insieme ad altro materiale; dedicato ai carismi, all'eucaristia, all'ordinazione e alla disciplina, contiene

−   un estratto di un perduto trattato sui carismi che si richiama a quello che precede la "Tradizione apostolica" (capitoli 1 e 2),
−   la cosiddetta "liturgia clementina", una liturgia eucaristica (capitoli da 6 a 15),
−   una raccolta di 85 canoni tratti da concili del IV secolo (capitolo 47); conosciuta come Canoni apostolici, ha avuto più ampia diffusione rispetto al resto dell'opera.